# Camponotus bugnioni
Camponotus bugnioni är en myrart som beskrevs av Auguste-Henri Forel 1899. Camponotus bugnioni ingår i släktet hästmyror, och familjen myror. Inga underarter finns listade.